# Concord (Virginia)
Concord è un census-designated place (CDP) degli Stati Uniti d'America, situato nello stato della Virginia, nella contea di Campbell. Secondo il censimento del 2020 gli abitanti di Concord ammontavano a 1557.